# Jacques de Simiane
Jacques de Simiane,,,,,, comte d’Evennes, écrit quelquefois « de Simianne, » (mort en 1660), est un militaire, membre de la famille de Simiane,,, qui fut maréchal de camp en septembre 1648, puis lieutenant-général des armées du roi en juillet 1652.

## Biographie

### De l’armée du duc de Guise aux armées du roi de France
Il prit les armes en 1615, dans le régiment de Normandie, avant de prendre quatre ans plus tard le parti du duc de Guise, dont l’armée n’engagea aucune campagne. Il rejoignit alors les armées du roi Louis XIII à la bataille des Ponts-de-Cé en 1620, avant de faire les sièges de Clairac et de Montauban en 1621, puis de Saint-Antonin en 1622. Il y reçut sa première blessure.

### Guerres de religion

#### En Languedoc
Il servit dans l’armée du maréchal de Thémines pour combattre les Huguenots du Languedoc en 1625. Défait à Montbrun, le 6 juin, il fit tomber ensuite quelques châteaux connus pour être des bastions huguenots, et batailla leurs troupes dans quelques escarmouches, au cours desquelles il fut blessé à deux reprises.

#### La Rochelle
On le retrouve à La Rochelle, d’abord comme artisan de sa soumission en 1626, puis, deux ans plus tard en avril 1628, sous le commandement d’un régiment des gardes Françaises, pour y terminer le siège.

### Lieutenant colonel du régiment des gardes françaises
Il prit la lieutenance colonelle du régiment des Gardes françaises à la tête de laquelle il soutint le siège Ayres, d’avril à juillet 1641. 

### Maréchal de camp puis lieutenant-général des armées du roi
On lui confia à la fin de sa carrière les plus hautes fonctions militaires : maréchal de camp par brevet du 10 septembre 1648, puis lieutenant-général des armées du roi en juillet 1652.

### Fin de vie
Il conserva la lieutenance colonelle du régiment des gardes jusqu’au 13 février 1656 et mourut  en 1660. 